# Delray Beach WCT
Delray Beach WCT, também chamado de WCT Gold Coast Classic, foi um torneio de tenis masculino, disputado em Delray Beach, em quadra de saibro.
Um fato curioso aconteceu numa partida disputada em 1983, válida pela primeira rodada do torneio. No segundo set da partida Bill Scanlon  x  Marcos Hocevar, o tenista estadunidense entrou para o Guinness por ser o primeiro tenista da Era Aberta a lograr um Golden set.

## Torneios

### Simples
| Year | Campeão         | Vice-Campeão   | Placar             |
| ---- | --------------- | -------------- | ------------------ |
| 1982 | Ivan Lendl      | Peter McNamara | 6–4, 4–6, 6–4, 7–5 |
| 1983 | Guillermo Vilas | Pavel Složil   | 6–1, 6–4, 6–0      |

### Duplas
| Year | Campeão                     | Vice-Campeão               | Placar   |
| ---- | --------------------------- | -------------------------- | -------- |
| 1982 | Mel Purcell Eliot Teltscher | Tomáš Šmíd Balázs Taróczy  | 6–4, 7–6 |
| 1983 | Pavel Složil Tomáš Šmíd     | Anand Amritraj Johan Kriek | 7–6, 6–4 |